# 妞妞 (大熊猫)
妞妞是一只雌性大熊猫，1995年出生于北京动物园。2002年著名乒乓球运动员张怡宁领养了妞妞。 2003年8月，它首次产下幼仔，名为甜甜，这也是北京动物园三年以来出生的第一只大熊猫。 2006年，在北京动物园与卧龙中国大熊猫保护研究中心之间的交换项目中前往卧龙。